# وستهاوس
وستهاوس (به فرانسوی: Westhouse) یک کمون در فرانسه با جمعیت ۱٬۳۹۲ نفر است که در Canton of Erstein واقع شده‌است.